# Archaeologia Bulgarica
Archaeologia Bulgarica е българско академично списание за археология, основано през 1997 г. с главен редактор Людмил Вагалински. Списанието публикува материали на английски, немски и френски език с резюмета на български. Разпространява се на хартия. Видеата в уебсайта са със субтитри на английски, български и руски език.
През 2018 г. Archaeologia Bulgarica създава медийна платформа под мотото „Виж откритията, докато се случват“ с цел популяризиране на културно-историческото наследство на България.